# Williams FW45
Williams FW45 —  болід Формули-1, розроблений і виготовлений Вільямс для участі в чемпіонаті Формули-1 2023. Пілотами стали Александр Албон та дебютант Формули-1 — Логан Сарджент.

## Розробка і дизайн
FW45 був вперше представлений 6 лютого 2023 року.

## Результати
| Рік      | Команда         | Двигун                                 | Шини | Гонщик          | Гран-прі | Гран-прі | Гран-прі | Гран-прі | Гран-прі | Гран-прі | Гран-прі | Гран-прі | Гран-прі | Гран-прі | Гран-прі | Гран-прі | Гран-прі | Гран-прі | Гран-прі | Гран-прі | Гран-прі | Гран-прі | Гран-прі | Гран-прі | Гран-прі | Гран-прі | Очки | Місце |
| Рік      | Команда         | Двигун                                 | Шини | Гонщик          | БАХ      | САУ      | АВС      | АЗЕ      | МАЯ      | МОН      | ІСП      | КАН      | АВТ      | ВЕЛ      | УГО      | БЕЛ      | НІД      | ІТА      | СІН      | ЯПО      | КАТ      | США      | МЕХ      | САП      | ЛВГ      | АБУ      | Очки | Місце |
| -------- | --------------- | -------------------------------------- | ---- | --------------- | -------- | -------- | -------- | -------- | -------- | -------- | -------- | -------- | -------- | -------- | -------- | -------- | -------- | -------- | -------- | -------- | -------- | -------- | -------- | -------- | -------- | -------- | ---- | ----- |
| 2023     | Williams Racing | Mercedes F1 M14 E Performance 1.6 V6 t | P    | Александр Албон | 10       | Схід     | Схід     | 12       | 14       | 14       | 16       | 7        | 11       | 8        | 11       | 14       | 8        | 7        | 11       | Схід     | 137      | 9        | 9        | Схід     | 12       | 14       | 28   | 7     |
| 2023     | Williams Racing | Mercedes F1 M14 E Performance 1.6 V6 t | P    | Логан Сарджент  | 12       | 16       | 16†      | 16       | 20       | 18       | 20       | Схід     | 13       | 11       | 18†      | 17       | Схід     | 13       | 14       | Схід     | Схід     | 10       | 16†      | 11       | 16       | 16       | 28   | 7     |
| Джерело: |                 |                                        |      |                 |          |          |          |          |          |          |          |          |          |          |          |          |          |          |          |          |          |          |          |          |          |          |      |       |